# Motor-Columbus
Motor-Columbus SA était une pure holding financière qui a son siège à Baden (canton d'Argovie). Outre quelques entreprises financières et immobilières, les entreprises actives sur le plan opérationnel dans le secteur de l’électricité étaient regroupées au sein du groupe Atel (Aar et Tessin SA d’Electricité).
Motor-Columbus SA détenait 58,5 % des actions d’Atel.
Elle fusionne en 2007 avec Atel.